# Baita (Liaoyang)
Baita (en chino, 白塔; pinyin, Báitǎ) es un distrito urbano bajo la administración directa de la Prefectura Liaoyang  en la Provincia de Liaoning, República Popular China.  Su área es de 29 km² y su población total para 2010 superó los 224 mil habitantes. 

## Administración
Desde julio de 2023, el  Distrito Baita  se divide en 4 pueblos administrados en subdistritos.